# Johannes Oporinus
Johannes Oporinus, pseudonimo di Johannes Herbster o Herbst (Basilea, 25 gennaio 1507 – Basilea, 6 luglio 1568), è stato un umanista, medico e editore svizzero.

## Biografia
Figlio del pittore Hans Herbst, completò i suoi studi accademici a Strasburgo e Basilea. Dopo aver insegnato nel monastero cistercense di Sankt Urban, tornò a Basilea, impiegandosi presso Johann Froben, il più importante stampatore di Basilea degli inizi del XVI secolo. Inoltre, insegnò alla scuola latina di Basilea 1526. Dopo il 1537 insegnò greco all'Università di Basilea e nel 1542 si dimise per dedicarsi alla professione di stampatore. Inoltre, completò gli studi medici divenendo provvisoriamente assistente del medico iconoclasta Paracelso.

## Pubblicazioni
Dopo una versione latina delle Gesta Danorum nel 1534, intitolata Saxonis grammatici Danorum historiae libri XVI, pubblicò la prima edizione in latino del Corano del 1542/43, realizzata da Theodor Bibliander (il primo Corano ad essere stato stampato) da una traduzione di Roberto di Ketton fatta in Spagna tra il 1142 e il 1143 su richiesta di Pietro il Venerabile, che causò ad Oporinus serie difficoltà. Il consiglio comunale di Basilea voleva impedire la pubblicazione, ma cedette a causa dell'intervento di Martin Lutero e Filippo Melantone.
Ma la pubblicazione più importante della sua bottega fu l'atlante anatomico De humani corporis fabrica del medico umanista Andrea Vesalio, nel 1543. Nell'ottobre 1546 un libro sull'assassinio del protestante spagnolo Juan Díaz intitolato Historia vera de morti sancti viri Ioannis Diazii Ispanici [...] di Claudium Senarclaeum venne pubblicato dalla sua bottega, attribuito a Francisco de Enzinas. 
Oporinus successivamente stampò le opere sulla storia della chiesa di Mattia Flacio Illirico (Catalogus testium veritatis nel 1556 e 1562) e iniziò la pubblicazione delle Centurie di Magdeburgo (1559-1574).
La sua profonda conoscenza delle lingue antiche favorì l'accuratezza testuale delle edizioni, costantemente corrette. Nel 1559 pubblicò l'editio princeps completa della Biblioteca storica di Diodoro Siculo.
Morì fortemente indebitato. La sua raccolta di manoscritti e l'ampia corrispondenza sono conservati nella Biblioteca dell'Università di Basilea.

## Marca tipografica
Guardando il frontespizio di una edizione di Johannes Oporinus, colpisce la qualità della sua marca tipografica. Essa mostra il mitologico suonatore di lira Arione di Lesbo, che è sostenuto da un delfino sul mare. Ne esistono più varianti.

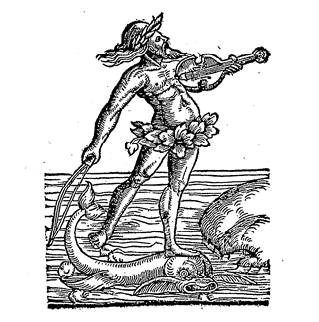
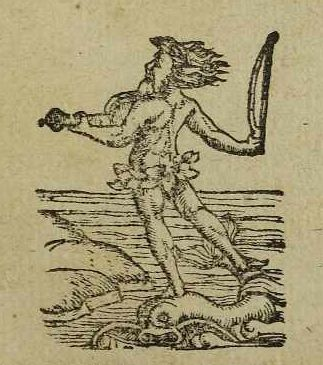
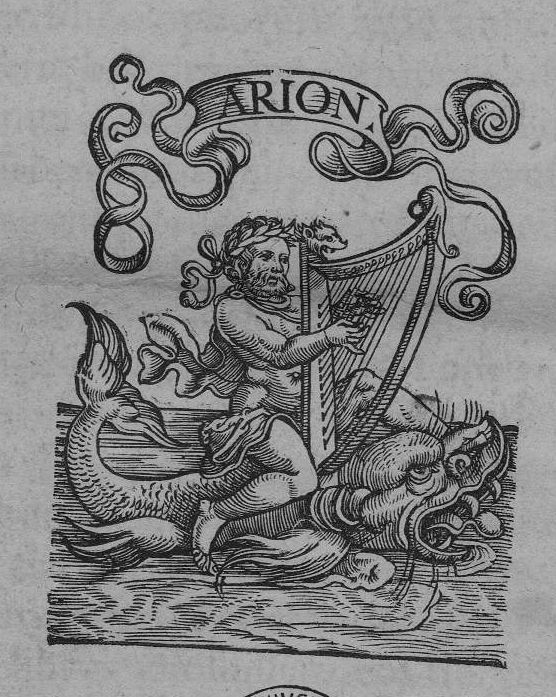
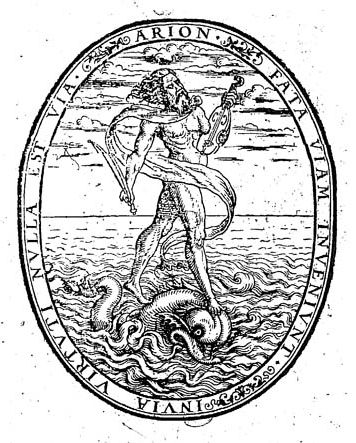